# Centertown (Missouri)
Centertown és una població dels Estats Units a l'estat de Missouri. Segons el cens del 2000 tenia 257 habitants.

## Demografia
Segons el cens del 2000, Centertown tenia 257 habitants, 117 habitatges, i 73 famílies. La densitat de població era de 110,3 habitants per km².
Dels 117 habitatges en un 29,1% hi vivien nens de menys de 18 anys, en un 49,6% hi vivien parelles casades, en un 11,1% dones solteres, i en un 36,8% no eren unitats familiars. En el 34,2% dels habitatges hi vivien persones soles el 12,8% de les quals corresponia a persones de 65 anys o més que vivien soles. El nombre mitjà de persones vivint en cada habitatge era de 2,2 i el nombre mitjà de persones que vivien en cada família era de 2,78.
Per edats la població es repartia de la següent manera: un 22,6% tenia menys de 18 anys, un 5,8% entre 18 i 24, un 34,2% entre 25 i 44, un 21,4% de 45 a 60 i un 16% 65 anys o més.
L'edat mediana era de 39 anys. Per cada 100 dones de 18 o més anys hi havia 99 homes.
La renda mediana per habitatge era de 39.750 $ i la renda mediana per família de 47.417 $. Els homes tenien una renda mediana de 26.591 $ mentre que les dones 20.769 $. La renda per capita de la població era de 17.321 $. Entorn del 2,2% de les famílies i el 3,7% de la població estaven per davall del llindar de pobresa.

## Poblacions properes
El següent diagrama mostra les poblacions més properes.